# Liste der Bodendenkmale in Königs Wusterhausen
Die Liste der Bodendenkmale in Königs Wusterhausen enthält alle Bodendenkmale der brandenburgischen Stadt Königs Wusterhausen und ihrer Ortsteile. Grundlage ist die Veröffentlichung der Landesdenkmalliste mit dem Stand vom 31. Dezember 2020. Die Baudenkmale sind in der Liste der Baudenkmale in Königs Wusterhausen aufgeführt.
|    | Gemarkung                  | Flur  | Kurzansprache | Bodendenkmalnummer | Bemerkung | Bild |
| -- | -------------------------- | ----- | --- | ------------------ | --------- | ---- |
| 1  | Kablow (Lage)              | 2     | Rast- und Werkplatz Steinzeit, Siedlung römische Kaiserzeit, Siedlung Bronzezeit, Siedlung Eisenzeit, Grab römische Kaiserzeit                                                     | 12271              |           |      |
| 2  | Kablow (Lage)              | 2     | Siedlung römische Kaiserzeit, Rast- und Werkplatz Mesolithikum, Siedlung Bronzezeit                                                                                                | 12272              |           |      |
| 3  | Kablow (Lage)              | 3     | Gräberfeld Bronzezeit | 12273              |           |      |
| 4  | Kablow (Lage)              | 2, 3  | Rast- und Werkplatz Mesolithikum, Siedlung römische Kaiserzeit | 12274              |           |      |
| 5  | Kablow (Lage)              | 3, 4  | Rast- und Werkplatz Steinzeit, Siedlung Urgeschichte, Dorfkern deutsches Mittelalter, Dorfkern Neuzeit, Kirche Neuzeit, Friedhof Neuzeit, Friedhof deutsches Mittelalter           | 12275              |           |      |
| 6  | Königs Wusterhausen (Lage) | 8     | Schloss Neuzeit, Burg deutsches Mittelalter | 12338              |           |      |
| 7  | Königs Wusterhausen (Lage) | 10, 9 | Kirche Neuzeit, Dorfkern Neuzeit, Friedhof Neuzeit, Dorfkern deutsches Mittelalter, Friedhof deutsches Mittelalter                                                                 | 12339              |           |      |
| 8  | Königs Wusterhausen (Lage) | 19    | Rast- und Werkplatz Mesolithikum, Siedlung Bronzezeit | 12349              |           |      |
| 9  | Königs Wusterhausen (Lage) | 12    | Rast- und Werkplatz Steinzeit, Siedlung Bronzezeit, Siedlung Eisenzeit, Siedlung slawisches Mittelalter                                                                            | 12355              |           |      |
| 10 | Königs Wusterhausen (Lage) | 2, 7  | Siedlung Bronzezeit | 12357              |           |      |
| 11 | Königs Wusterhausen (Lage) | 19    | Gefangenenlager Neuzeit | 13157              |           |      |
| 12 | Niederlehme (Lage)         | 4, 5  | Kirche Neuzeit, Dorfkern deutsches Mittelalter, Siedlung Ur- und Frühgeschichte, Dorfkern Neuzeit, Kirche deutsches Mittelalter                                                    | 12547              |           |      |
| 13 | Wernsdorf (Lage)           | 1     | Siedlung Neolithikum, Rast- und Werkplatz Mesolithikum | 12463              |           |      |
| 14 | Wernsdorf (Lage)           | 1     | Siedlung Neolithikum, Rast- und Werkplatz Mesolithikum, Siedlung römische Kaiserzei                                                                                                | 12464              |           |      |
| 15 | Wernsdorf (Lage)           | 3     | Rast- und Werkplatz Mesolithikum | 12465              |           |      |
| 16 | Wernsdorf (Lage)           | 9     | Siedlung Neolithikum, Rast- und Werkplatz Mesolithikum | 12466              |           |      |
| 17 | Wernsdorf (Lage)           | 9     | Rast- und Werkplatz Mesolithikum, Siedlung Urgeschichte | 12467              |           |      |
| 18 | Wernsdorf (Lage)           | 3     | Friedhof Neuzeit, Kirche deutsches Mittelalter, Kirche Neuzeit, Friedhof deutsches Mittelalter, Dorfkern deutsches Mittelalter, Rast- und Werkplatz Mesolithikum, Dorfkern Neuzeit | 12468              |           |      |
| 19 | Zeesen (Lage)              | 1     | Dorfkern Neuzeit, Dorfkern deutsches Mittelalter | 12670              |           |      |
| 20 | Zeesen (Lage)              | 7     | Mühle deutsches Mittelalter, Mühle Neuzeit | 12779              |           |      |
| 21 | Zernsdorf (Lage)           | 5     | Rast- und Werkplatz Mesolithikum, Siedlung Bronzezeit | 12276              |           |      |
| 22 | Zernsdorf (Lage)           | 5     | Rast- und Werkplatz Mesolithikum | 12278              |           |      |
| 23 | Zernsdorf (Lage)           | 5     | Siedlung Neolithikum, Siedlung Bronzezeit | 12780              |           |      |